# Nebrioporus bucheti
Nebrioporus bucheti är en skalbaggsart som först beskrevs av Régimbart 1898.  Nebrioporus bucheti ingår i släktet Nebrioporus och familjen dykare.

## Underarter
Arten delas in i följande underarter:
- N. b. cazorlensis
- N. b. bucheti